# Pakt Muszkieterów
Pakt Muszkieterów to porozumienie w sprawie bezpieczeństwa energetycznego Europy o wzajemnych gwarancjach dostaw energii. Został on zaproponowany przez byłego premiera Polski Kazimierza Marcinkiewicza na szczycie Światowego Forum Ekonomicznego w szwajcarskim Davos w 2006 roku.
Nazwa projektu została zaczerpnięta z powieści Aleksandra Dumasa Trzej muszkieterowie, gdyż projekt miał na celu wzajemną pomoc podmiotów z nim związanych w razie przerwy w dostawie gazu w myśl słynnej zasady bohaterów powieści – „jeden za wszystkich, wszyscy za jednego”.
Mimo poparcia ze strony premiera Hiszpanii José Luisa Zapatero, projekt spotkał się ze znacznym sprzeciwem ze strony francuskiej ze względu na zamiary przyłączenia do paktu państw związanych z NATO, lecz nie należących do Unii Europejskiej, przede wszystkim Norwegii i Turcji, co było jednym z głównych powodów jego upadku.